# Bonaventura Brutau i Estop
Bonaventura Brutau i Estop (Sabadell, 16 de juliol de 1817 - Sabadell, 16 de novembre de 1878) fou un industrial tèxtil cotoner català.

## Biografia
Bonaventura Brutau va començar com a jornaler i acabà sent un dels principals fabricants de Sabadell. Peoner de la indústria tèxtil sabadellenca del segle xix, va ser un dels primers a introduir els telers mecànics a la mateixa indústria.
Brutau començà les activitats fabrils al Vapor Gran del carrer de Sant Pau amb la producció de teixits de cotó, però el creixement de l'empresa l'obligà a buscar un nou emplaçament per desenvolupar les seves activitats. Així, el 1856 es traslladà a l'anomenat Hort d'en Palà -on actualment hi ha el CEIP Joanot Alisanda-, al carrer de Sant Oleguer, cantonada amb el carrer de Bosch i Cardellach, on construí el Vapor Brutau, amb filatura, teixit i acabats, que esdevingué una de les indústries més potents de la ciutat, tant per nombre de treballadors (181 obrers, 100 dones i 81 homes) com per la capacitat productiva amb una màquina de vapor de 60 cavalls, construïda per la Sociedad Navegación e Indústria Nuevo Vulcano de Barcelona). D'aquesta fàbrica, com en el cas d'altres vapors d’antigues empreses tèxtils, només s'ha conservat la xemeneia a l'esmentada escola.
Al costat de la fàbrica hi construí casa seva com era habitual en els industrials de l'època. El seu fill, Bonaventura Brutau Manent, al 1889, remodelà la casa per bastir una mansió senyorial al número 75 del carrer de Sant Oleguer, on ara hi és el Conservatori Municipal de Música de Sabadell. El casal, obra del mestre d'obres, Gabriel Borrell, consta de planta baixa, dos pisos i golfes. L'edifici destaca per la seva sobrietat i equilibri de les obertures com era freqüent en els mestres d'obres.
L'expansió de l'empresa el dugué a instal·lar una filatura de cotó en un poblet proper a Girona, on fins i tot residí uns quants anys.
El 4 de setembre de 1884, l'ajuntament que presidia Joan Vivé i Salvà va acordar donar el nom de Brutau a un carrer de la ciutat.